# Nanhai
För andra betydelser, se Nanhai (olika betydelser).
Nanhai tidigare romaniserat Namhoi, är ett stadsdistrikt i staden Foshan i provinsen Guangdong i södra Kina. Nanhai var en stad på häradsnivå fram till 2002, då det blev ett stadsdistrikt i Foshan.
Nanhai är indelat i ett stadsdelsdistrikt och sex köpingar.
Stadsdelsdistrikt (jiedao):

- Guicheng (桂城街道)

Köpingar (zhen):

- Dali (大沥镇)
- Danzao (丹灶镇)
- Jiujiang (九江镇)
- Lishui (里水镇)
- Shishan (狮山镇)
- Xiqiao (西樵镇)